# Grand Prix Monaka 2025
Grand Prix Monaka 2025 (oficiálně Formula 1 TAG Heuer Grand Prix de Monaco 2025) se jela na okruhu Circuit de Monaco v Monte Carlu v Monaku dne 25. května 2025. Závod byl osmým v pořadí v sezóně 2025 šampionátu Formule 1.
Za účelem zatraktivnění závodění byl pro tento závod zvýšen počet povinných zastávek v boxech z 1 na 2. Týmy také musely v závodě nasadit minimálně tři sady pneumatik a dvě různé směsi.

## Kvalifikace
Kvalifikace se uskutečnila 24. května 2025 v 16:00 místního času (UTC+2).
| Poř.               | Č. | Jezdec                | Konstruktér                  | Časy v kvalifikaci | Časy v kvalifikaci | Časy v kvalifikaci | Pořadí na startu |
| Poř.               | Č. | Jezdec                | Konstruktér                  | Q1                 | Q2                 | Q3                 | Pořadí na startu |
| ------------------ | -- | --------------------- | ---------------------------- | ------------------ | ------------------ | ------------------ | ---------------- |
| 1                  | 4  | Lando Norris          | McLaren-Mercedes             | 1:11.285           | 1:10.570           | 1:09.954           | 1                |
| 2                  | 16 | Charles Leclerc       | Ferrari                      | 1:11.229           | 1:10.581           | 1:10.063           | 2                |
| 3                  | 81 | Oscar Piastri         | McLaren-Mercedes             | 1:11.308           | 1:10.858           | 1:10.129           | 3                |
| 4                  | 44 | Lewis Hamilton        | Ferrari                      | 1:11.575           | 1:10.883           | 1:10.382           | 7                |
| 5                  | 1  | Max Verstappen        | Red Bull Racing-Honda RBPT   | 1:11.431           | 1:10.875           | 1:10.669           | 4                |
| 6                  | 6  | Isack Hadjar          | Racing Bulls-Honda RBPT      | 1:11.811           | 1:11.040           | 1:10.923           | 5                |
| 7                  | 14 | Fernando Alonso       | Aston Martin Aramco-Mercedes | 1:11.674           | 1:11.182           | 1:10.924           | 6                |
| 8                  | 31 | Esteban Ocon          | Haas-Ferrari                 | 1:11.839           | 1:11.262           | 1:10.942           | 8                |
| 9                  | 30 | Liam Lawson           | Racing Bulls-Honda RBPT      | 1:11.818           | 1:11.250           | 1:11.129           | 9                |
| 10                 | 23 | Alexander Albon       | Williams-Mercedes            | 1:11.629           | 1:10.732           | 1:11.213           | 10               |
| 11                 | 55 | Carlos Sainz Jr.      | Williams-Mercedes            | 1:11.707           | 1:11.362           |                    | 11               |
| 12                 | 22 | Júki Cunoda           | Red Bull Racing-Honda RBPT   | 1:11.800           | 1:11.415           |                    | 12               |
| 13                 | 27 | Nico Hülkenberg       | Kick Sauber-Ferrari          | 1:11.871           | 1:11.596           |                    | 13               |
| 14                 | 63 | George Russell        | Mercedes                     | 1:11.507           | Bez času           |                    | 14               |
| 15                 | 12 | Andrea Kimi Antonelli | Mercedes                     | 1:11.880           | Bez času           |                    | 15               |
| 16                 | 5  | Gabriel Bortoleto     | Kick Sauber-Ferrari          | 1:11.902           |                    |                    | 16               |
| 17                 | 87 | Oliver Bearman        | Haas-Ferrari                 | 1:11.979           |                    |                    | 20               |
| 18                 | 10 | Pierre Gasly          | Alpine-Renault               | 1:11.994           |                    |                    | 17               |
| 19                 | 18 | Lance Stroll          | Aston Martin Aramco-Mercedes | 1:12.563           |                    |                    | 19               |
| 20                 | 43 | Franco Colapinto      | Alpine-Renault               | 1:12.597           |                    |                    | 18               |
| 107 % času vítěze: |    |                       |                              |                    |                    |                    |                  |
| Zdroj:             |    |                       |                              |                    |                    |                    |                  |

Poznámky
1. ↑  Lewis Hamilton obdržel penalizaci 3 míst za omezení Maxe Verstappena v Q1.
2. ↑  Oliver Bearman obdržel penalizaci 10 míst za předjetí Carlose Sainze pod červenými vlajkami ve druhém tréninku.
3. ↑  Lance Stroll obdržel penalizaci 1 místa za způsobení kolize s Charlesem Leclercem v prvním tréninku. Dále obdržel penalizaci 3 míst za omezení Pierra Gaslyho v Q1.

## Závod
Závod se uskutečnil 25. května 2025 v 15:00 místního času (UTC+2).
| Poř.   | No. | Jezdec                | Konstruktér                  | Počet kol | Čas/Odstoupení  | Start | Body |
| ------ | --- | --------------------- | ---------------------------- | --------- | --------------- | ----- | ---- |
| 1      | 4   | Lando Norris          | McLaren-Mercedes             | 78        | 1:40:33.843     | 1     | 25   |
| 2      | 16  | Charles Leclerc       | Ferrari                      | 78        | +3.131          | 2     | 18   |
| 3      | 81  | Oscar Piastri         | McLaren-Mercedes             | 78        | +3.658          | 3     | 15   |
| 4      | 1   | Max Verstappen        | Red Bull Racing-Honda RBPT   | 78        | +20.572         | 4     | 12   |
| 5      | 44  | Lewis Hamilton        | Ferrari                      | 78        | +51.387         | 7     | 10   |
| 6      | 6   | Isack Hadjar          | Racing Bulls-Honda RBPT      | 77        | +1 kolo         | 5     | 8    |
| 7      | 31  | Esteban Ocon          | Haas-Ferrari                 | 77        | +1 kolo         | 8     | 6    |
| 8      | 30  | Liam Lawson           | Racing Bulls-Honda RBPT      | 77        | +1 kolo         | 9     | 4    |
| 9      | 23  | Alexander Albon       | Williams-Mercedes            | 76        | +2 kola         | 10    | 2    |
| 10     | 55  | Carlos Sainz Jr.      | Williams-Mercedes            | 76        | +2 kola         | 11    | 1    |
| 11     | 63  | George Russell        | Mercedes                     | 76        | +2 kola         | 14    |      |
| 12     | 87  | Oliver Bearman        | Haas-Ferrari                 | 76        | +2 kola         | 20    |      |
| 13     | 43  | Franco Colapinto      | Alpine-Renault               | 76        | +2 kola         | 18    |      |
| 14     | 5   | Gabriel Bortoleto     | Kick Sauber-Ferrari          | 76        | +2 kola         | 16    |      |
| 15     | 18  | Lance Stroll          | Aston Martin Aramco-Mercedes | 76        | +2 kola         | 19    |      |
| 16     | 27  | Nico Hülkenberg       | Kick Sauber-Ferrari          | 76        | +2 kola         | 13    |      |
| 17     | 22  | Júki Cunoda           | Red Bull Racing-Honda RBPT   | 76        | +2 kola         | 12    |      |
| 18     | 12  | Andrea Kimi Antonelli | Mercedes                     | 75        | +3 kola         | 15    |      |
| Ret    | 14  | Fernando Alonso       | Aston Martin Aramco-Mercedes | 36        | Motor           | 6     |      |
| Ret    | 10  | Pierre Gasly          | Alpine-Renault               | 7         | Následky nehody | 17    |      |
| Zdroj: |     |                       |                              |           |                 |       |      |

## Průběžné pořadí po závodě
|        | Pořadí | Jezdec          | Body |
| ------ | ------ | --------------- | ---- |
|        | 1      | Oscar Piastri   | 161  |
|        | 2      | Lando Norris    | 158  |
|        | 3      | Max Verstappen  | 136  |
|        | 4      | George Russell  | 99   |
|        | 5      | Charles Leclerc | 79   |
| Zdroj: |        |                 |      |

|        | Pořadí | Konstruktér                | Body |
| ------ | ------ | -------------------------- | ---- |
|        | 1      | McLaren-Mercedes           | 319  |
|        | 2      | Mercedes                   | 147  |
|        | 3      | Red Bull Racing-Honda RBPT | 143  |
|        | 4      | Ferrari                    | 142  |
|        | 5      | Williams-Mercedes          | 54   |
| Zdroj: |        |                            |      |